# الجمعية العلمية السورية للمعلوماتية
الجمعية العلمية السورية للمعلوماتية جمعية سورية تأسست عام 1989م في دمشق بمبادرة من باسل الأسد.

## عن الجمعية
تأسست الجمعية عام 1989، ويدير الجمعية مجلس إدارة منتخب (كل سنتين) من قبل العاملين في الهيئة العامة للجمعية. ويزيد عدد أعضاء الجمعية عن 5595 عضو عامل وما يقارب 8 آلاف عضو مؤازر. تهدف الجمعية بشكل اساسي لتبني وتشجيع البحوث والأنشطة التي تفيد في التعريب والتقييس وتوحيد المصطلحات المعلوماتية التي تسهم في تحسين ورفع مستوى المعلوماتية في سوريا. كذلك تقوم الجمعية بنشر المعلوماتية عن طريق إقامة المحاضرات، الندوات والمؤتمرات العلمية بالتعاون مع الهيئات العلمية المحلية، الإقليمية، والدولية ونشر الثقافة المعلوماتية للمجتمع عن طريق البرامج التلفزيونية والمقالات والمجلات والكتب العلمية.

## مشاريع وإنتاجات الجمعية
تدير الجمعية العديد من المشاريع في مجالات المعلوماتية والاتصالات وأهمها:
- SCS-NET: مزود خدمة الإنترنت الرئيسي في سوريا، وتم تأسيسه في 12-08-2000.[2]

- حاضنة تقانة المعلومات: مؤسسة غير ربحية وتهدف إلى تشجيع رواد الأعمال والشباب المبدعين وتقديم الدعم اللازم لهم في تأسيس مشاريعهم المبتكرة في مجال تقانة المعلومات والاتصالات.[3]
- الجامعة الافتراضية السورية
- مجلة أبحاث المعلوماتية: مجلة مختصة في أبحاث المحتوى الرقمي وصناعة البرمجيات.[4]
- مواقع إلكترونية عديدة حكومية وغير حكومية مثل: مدونة وطن.

## شركاء الجمعية
- المعهد العالي للعلوم التطبيقية والتكنولوجيا.
- مؤسسة محمد بن راشد آل مكتوم.
- الأمانة السورية للتنمية.
- مشروع ذاكرة العالم العربي الرقمية.
- برنامج الأمم المتحدة الإنمائي.
- جمعية Mercy Corps الدولية.

### نشاطات
شاركت الجمعية في القمة العالمية لمجتمع المعلومات وكانت ذات حضور فاعل في الاجتماعات التحضيرية الإقليمية والدولية حيث حصلت الجمعية على الاعتمادية للمشاركة في هذه القمة بصفتها إحدى المنظمات غير الحكومية. وتبنت الجمعية مبادرة تعزيز المحتوى العربي على الإنترنت.

## وصلات خارجية
- موقع الجمعية العلمية السورية للمعلوماتية SCS